# Il filo di mezzogiorno
Il filo di mezzogiorno è un romanzo autobiografico di Goliarda Sapienza, pubblicato nel 1969 da Garzanti.

## Edizioni e traduzioni
- Il filo di mezzogiorno. Romanzo, Milano, Garzanti, 1969,  pp. 173.
- Il filo di mezzogiorno, Milano, La tartaruga, 2003,  pp. 186, ISBN 88-7738-390-9.
- Il filo di mezzogiorno, Milano, Baldini & Castoldi, 2015,  pp. 186, ISBN 978-88-6852-437-1.
- Il filo di mezzogiorno, Milano, La nave di Teseo, 2019, pp. 200, ISBN 978-88-346-0058-0.

- (FR) Le fil d'une vie: Lettre ouverte; Le fil de midi, traduzione di Nathalie Castagné, Paris, V. Hamy, 2008, ISBN 9782878582673.[1]